# Silometopoides pampia
Silometopoides pampia är en spindelart som först beskrevs av Chamberlin 1948.  Silometopoides pampia ingår i släktet Silometopoides och familjen täckvävarspindlar. Inga underarter finns listade i Catalogue of Life.